# Gørlevs kommun
Gørlevs kommun var en kommun i Västsjällands amt i Danmark. Kommunen hade 6 497 invånare (2004) och en yta på 92,06 km². Gørlev var centralort. Från 2007 ingår kommunen i Kalundborgs kommun.